# Llenguatge de descripció de recursos educatius
La cerca i emmagatzematge dels recursos digitals d'aprenentatge necessita descripcions completes, adequades i estandarditzades d'aquests recursos. Aquestes descripcions es fan amb registres de metadades que, si bé poden ser pròpies dels repositoris o institucions que publiquen o emmagatzemen els recursos, sovint segueixen un estàndard o esquema de metadades.
La informació que s'ha d'incloure en un registre de metadades d'un objecte d'aprenentatge depèn de l'esquema de metadades utilitzat, ja que hi ha diverses propostes. L'estàndard LOM (learning object metadata) de l'IEEE, que es basa en Dublin Core –una proposta de metadades més àmplia que permet definir tota mena de recursos, i no solament recursos didàctics–, és de molt el més àmpliament utilitzat i recomanat. Tot i això, també hi ha variants en l'àmbit local, com CanCore o UK LOM Core o LOM-ES, que es basen en l'estàndard IEEE LOM i que s'engloben en el que LOM anomena perfils d'aplicació. Com que l'IEEE LOM és l'únic estàndard orientat específicament a definir metadades per a objectes d'aprenentatge, el tractarem més a fons.

## L'estàndard IEEE LOM
L'IEEE LOM descriu un esquema de dades conceptual que defineix l'estructura de les metadades per als objectes d'aprenentatge. El propòsit d'aquest estàndard és facilitar la cerca, avaluació, adquisició i ús d'objectes d'aprenentatge per part dels estudiants, instructors o sistemes automatitzats, i també l'intercanvi d'aquests objectes i l'ús compartit, i permetre així el desenvolupament de catàlegs i inventaris.
L'IEEE LOM estableix un esquema dividit en nou categories d'elements de metadades, cadascuna de les quals descriu un aspecte sobre el qual cal ressenyar informació de l'objecte d'aprenentatge. En la figura que hi ha a la dreta, es mostra un resum esquematitzat de l'estructura d'aquestes categories.
L'esquema base del LOM està format per nou categories, i cadascuna inclou diversos elements o subcategories de metadades que permeten “etiquetar” els objectes d'aprenentatge amb un gran nivell de detall:
1. General. Agrupa informació general que descriu l'objecte d'aprenentatge com un tot.
2. Cicle de vida. Inclou característiques relacionades amb la història i amb l'estat actuals de l'objecte d'aprenentatge, i tot allò que l'hagi afectat durant l'evolució.
3. Meta-metadades. Permet incloure informació sobre la instància de metadades (en comptes de fer-ho sobre l'objecte d'aprenentatge).
4. Requisits tècnics. Agrupa informació sobre requisits i característiques tècniques de l'objecte d'aprenentatge.
5. Característiques pedagògiques. Inclou informació sobre les característiques pedagògiques i educatives de l'objecte d'aprenentatge.
6. Drets d'ús. Agrupa informació sobre propietat intel·lectual i condicions d'ús per a l'objecte d'aprenentatge.
7. Relacions. Agrupa característiques que descriuen les relacions entre aquest objecte d'aprenentatge i altres objectes que hi estan relacionats.
8. Anotacions. Proporciona comentaris sobre l'ús pedagògic de l'objecte d'aprenentatge i aporta informació sobre quan i qui va crear aquests comentaris.
9. Classificació. Descriu l'objecte d'aprenentatge d'acord amb un determinat sistema de classificació.

L'estàndard està publicat en diversos idiomes. En la secció de referències podeu trobar l'adreça per a baixar la versió original (en anglès) i la traducció al castellà.
És important ressenyar que el LOM estableix com a opcionals tots els camps de dades de l'estàndard, i això, encara que sembli paradoxal, permet crear un registre de metadades sense informació per a un objecte d'aprenentatge, i aquest registre buit seria conforme a l'estàndard. Aquest cas extrem, però, no és en absolut comú. Partint de la llibertat que el LOM permet als creadors de metadades, és habitual que cada organització utilitzi per a etiquetar els objectes d'aprenentatge el conjunt d'elements del LOM que consideri més apropiats, i no utilitzi, doncs, els que consideri que no li seran útils per als seus propòsits de maneig i gestió. La forma d'elecció d'un conjunt de metadades adequat a una organització, a un determinat grup de recursos o a una finalitat concreta està prevista amb els anomenats perfils d'aplicació.

### Perfils d'aplicació
La inclusió d'instàncies de metadades juntament amb l'objecte d'aprenentatge té com a objectiu fonamental facilitar informació estàndard sobre els contextos d'utilització d'aquest objecte, i augmentar-ne així la reusabilitat. No obstant això, l'IEEE LOM no s'utilitza de la mateixa manera en tots els contextos, ni cal fer un ús complet de totes les possibilitats de l'estàndard.
L'IEEE LOM estableix diferents nivells de conformitat a l'estàndard, de manera que diferencia entre instàncies conformes i estrictament conformes:
- Una instància de metadades és estrictament conforme a l'estàndard LOM si només inclou elements de l'esquema base del LOM.
- Una instància de metadades conforme a l'estàndard LOM pot incloure elements estesos.

Un perfil d'aplicació és un subconjunt d'elements LOM que es defineix per a utilitzar-los en una comunitat, un context o una organització determinats. Aquests subconjunts estan formats pel conjunt d'elements o categories de metadades de l'IEEE LOM triades i per una especificació sobre si la introducció d'informació per a cadascun d'aquests elements o categories és obligatòria o opcional. D'aquesta manera, els perfils d'aplicació poden tenir elements conformes o afegir elements que no apareixien en els esquemes originals de l'IEEE LOM. Sovint també solen incloure nous termes en els vocabularis controlats de l'IEEE LOM, especificar diferents cardinalitats per a algun dels elements, restriccions d'obligatorietat en certs termes, o qualssevol altres restriccions o modificacions que no existeixen en l'IEEE LOM.
Hi ha molts perfils d'aplicació publicats. Potser CanCore (perfil d'aplicació canadenc centrat en aspectes semàntics i d'interpretació en comptes de requisits tècnics), UK LOM Core Arxivat 2012-12-15 a Wayback Machine. (perfil creat per la comunitat de pràctica del Regne Unit amb ànim d'identificar pràctiques comunes en l'ús de metadades), LOM-ES (iniciativa de les administracions espanyoles per a promoure i facilitar iniciatives de desenvolupament dels repositoris de recursos i materials educatius a escala nacional) i els perfils inclosos en l'especificació SCORM (Activity, SCO, SCA i Asset) són els més àmpliament coneguts i madurs a escala global. La imatge de la dreta representa part dels perfils d'aplicació definits en l'SCORM (Content, Activity, SCO, SCA i Asset). S'hi aprecia la definició dels requisits de cadascun dels cinc perfils d'aplicació, per a cadascun dels quals hi ha una llista dels requisits corresponents a cada categoria, en què una M indica que l'element és obligatori (mandatory), mentre que una O indica que l'element és opcional en el perfil indicat.

### Descripcions no estructurades
Havent-hi mecanismes precisos (com els perfils d'aplicació) perquè una organització o comunitat de pràctica especifiqui els elements d'interès dins del conjunt de categories de l'IEEE LOM o de qualsevol altre esquema formal, la utilització d'estàndards no és tan freqüent com caldria.
Així, moltes vegades, les organitzacions, sia per desconeixement de l'existència dels perfils d'aplicació o bé per altres motius com la dificultat d'“obligar” els creadors de metadades a incloure una informació estandarditzada i uniforme, permeten etiquetar els objectes d'aprenentatge amb informacions de naturalesa ben diversa. Per a exemplificar això, es mostra a la dreta de la imatge part del registre d'informació de metadades per a un objecte d'aprenentatge real obtingut del repositori MERLOT. En aquest exemple es mostra, a l'esquerra, la informació de metadades per a un recurs tal com apareix en el repositori, i a la dreta, l'equivalència d'aquesta informació amb algunes de les categories de l'estàndard LOM.
L'existència de repositoris que inclouen informació de metadades desestructurada, incompleta o no estàndard és un problema que dificulta la interoperabilitat de plataformes, la uniformitat d'accés als recursos i en darrer terme la reusabilitat d'aquests recursos.